# Seznam nejdelších jeskyní
Toto je seznam jeskyní světa seřazených sestupně podle své délky.
| Pořadí | Název                         | Délka [m] | Hloubka [m] | Datum objevu, objevitel      | Území             |
| ------ | ----------------------------- | --------- | ----------- | ---------------------------- | ----------------- |
| 1      | Mamutí jeskyně                | 685 600   | 124         | 1797, John Houchins          | USA, Kentucky     |
| 2      | Sistema Ox Bel Ha             | 435 805   | 57          | 1996                         | Mexiko            |
| 3      | Shuanghe Dongqun              | 417 696   | 912         | 1988                         | Čína              |
| 4      | Sistema Sac Actun             | 386 122   | 119         | 1987                         | Mexiko            |
| 5      | Jeskyně klenotů               | 353 510   | 253         | 1900, Frand a Albert Michaud | USA               |
| 6      | Optimistická jeskyně          | 264 576   | 15          | 1966                         | Ukrajina          |
| 7      | Větrná jeskyně                | 260 230   | 194         | 1881, Tom a Jesse Bingham    | USA, Jižní Dakota |
| 8      | Gua Air jernih                | 255 933   | 355         | 1978                         | Malajsie          |
| 9      | Lechuguilla                   | 244 790   | 484         | 1986                         | USA, Nové Mexiko  |
| 10     | Fisher Ridge                  | 212 111   | 109         | 1981                         | USA, Kentucky     |
| 11     | Hölloch                       | 210 752   | 1033        | 1875, Alois Ulrich           | Švýcarsko         |
| 12     | Sistema del Alto Tejuelo      | 205 385   | 626         | 1965                         | Španělsko         |
| 13     | Siebenhengste-Hohgant         | 164 500   | 1 340       | 1966                         | Švýcarsko         |
| 14     | Raucherkarhöhle-Feuertalhöhle | 155 637   | 1 061       | 1976                         | Rakousko          |
| 15     | Sistema del Mortillano        | 146 500   | 950         | 1960                         | Španělsko         |
| 16     | Jezerní jeskyně               | 142 184   | 35          | 1940                         | Ukrajina          |
| 17     | Sloupsko-šošůvské jeskyně     | 25 000    | 90          | 1748, J. A. Nagel            | Česko             |